# Oakley (krater)
Oakley är en nedslagskrater med en diameter på 18 kilometer, på planeten Venus. Oakley har fått sitt namn efter prickskytten Annie Oakley.